# Wuling Rongguang
Wuling Rongguang — микровэн, выпускаемый подразделением SAIC-GM-Wuling с 2008 года.

## Описание
Wuling Rongguang впервые был представлен в 2008 году на Пекинском международном автосалоне.

Автомобиль оснащается 1,2-литровым рядным четырёхцилиндровым двигателем мощностью 82 л. с. или же 1,5-литровым рядным четырёхцилиндровым двигателем мощностью 107 л. с. Каждый двигатель сочетается в паре с пятиступенчатой механической трансмиссией.

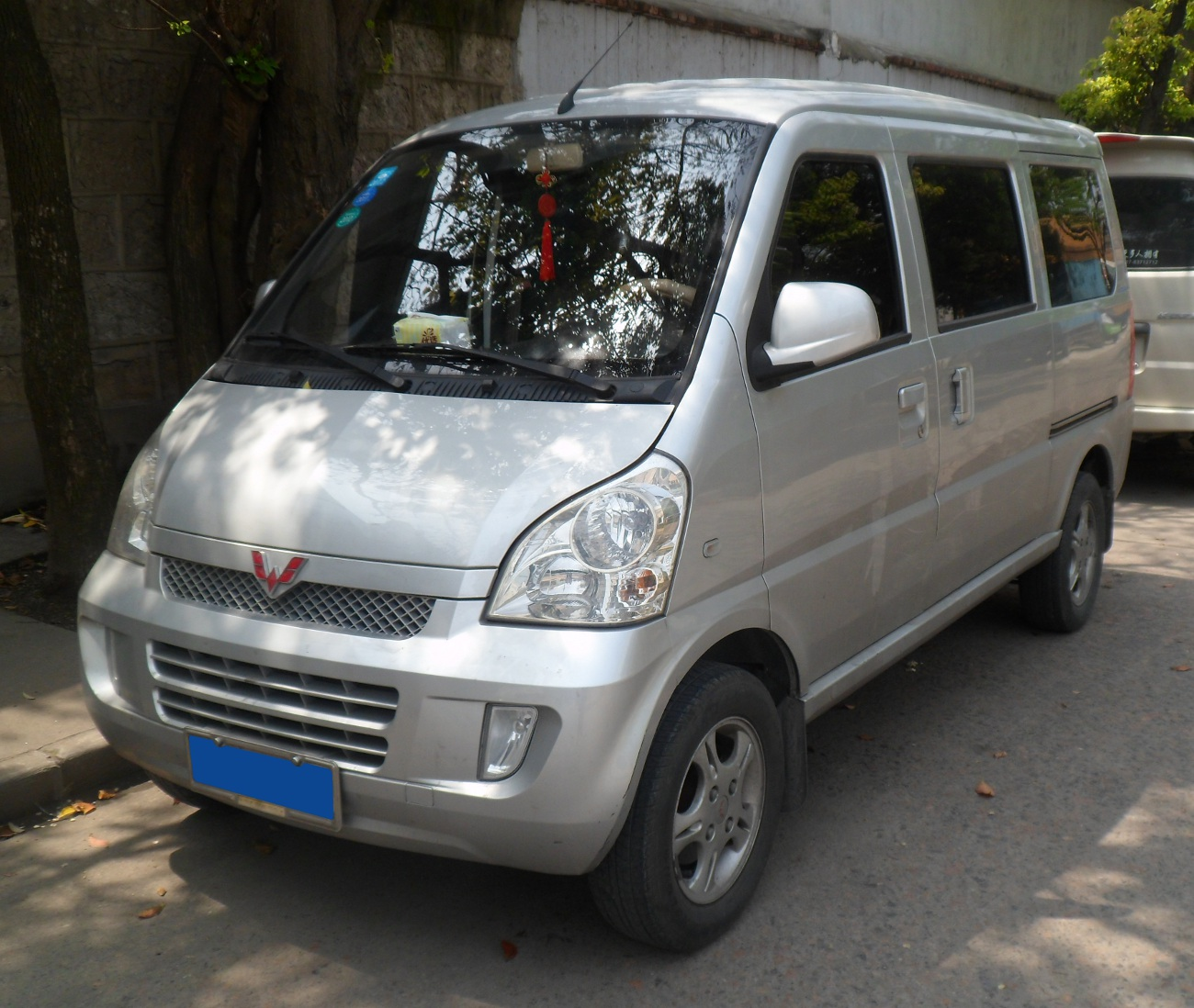
Wuling Rongguang
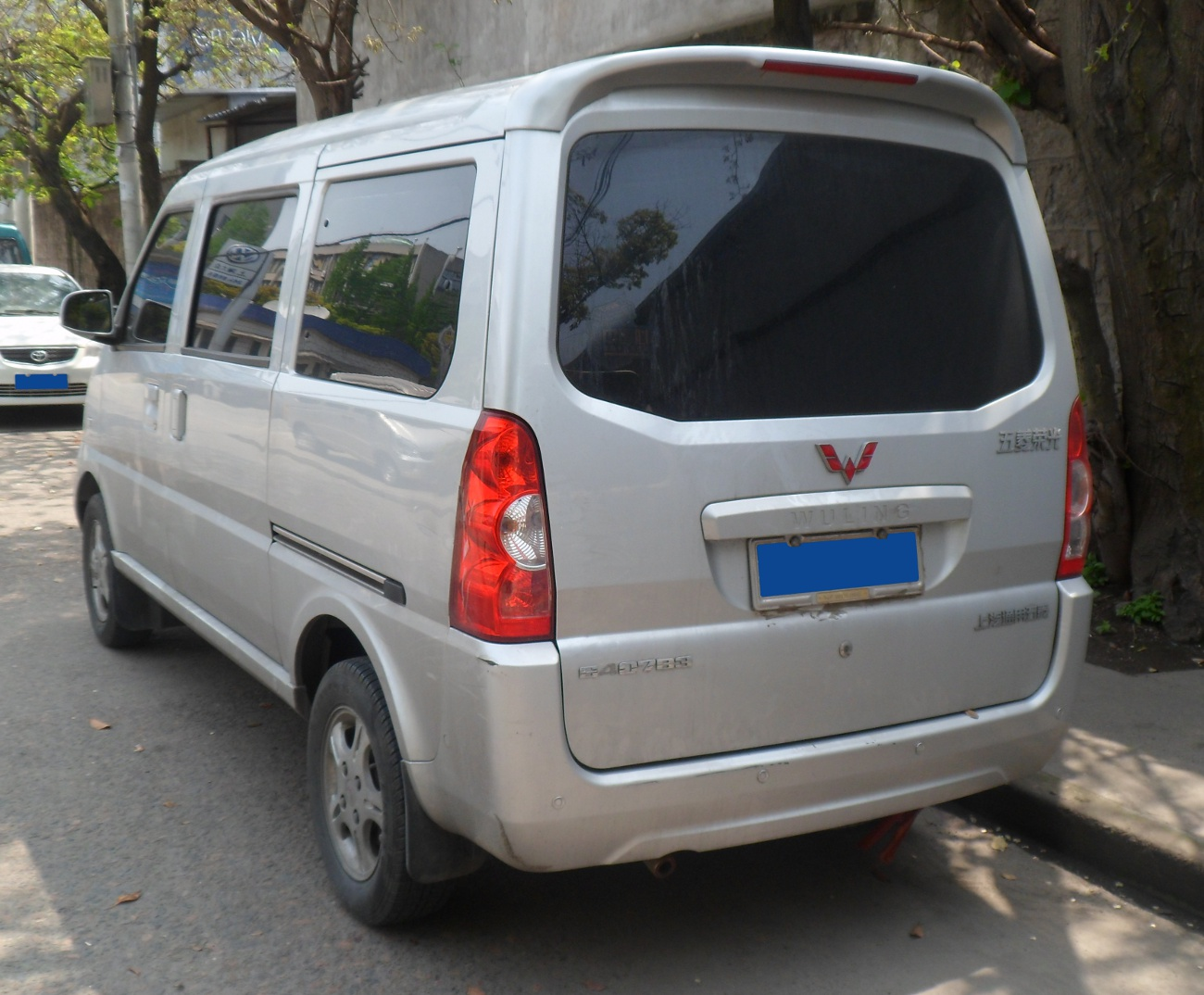
Wuling Rongguang
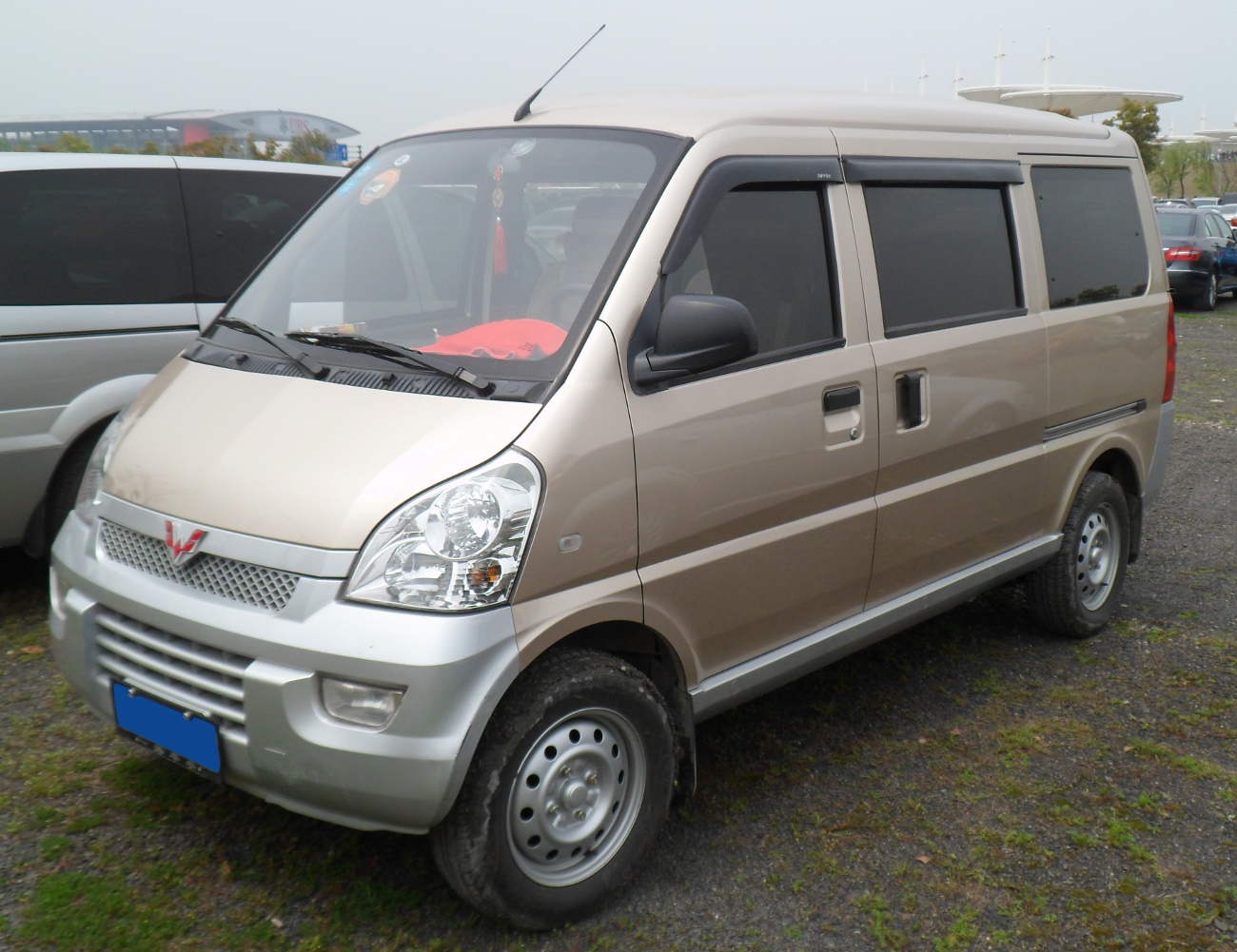
Рестайлинг передней части
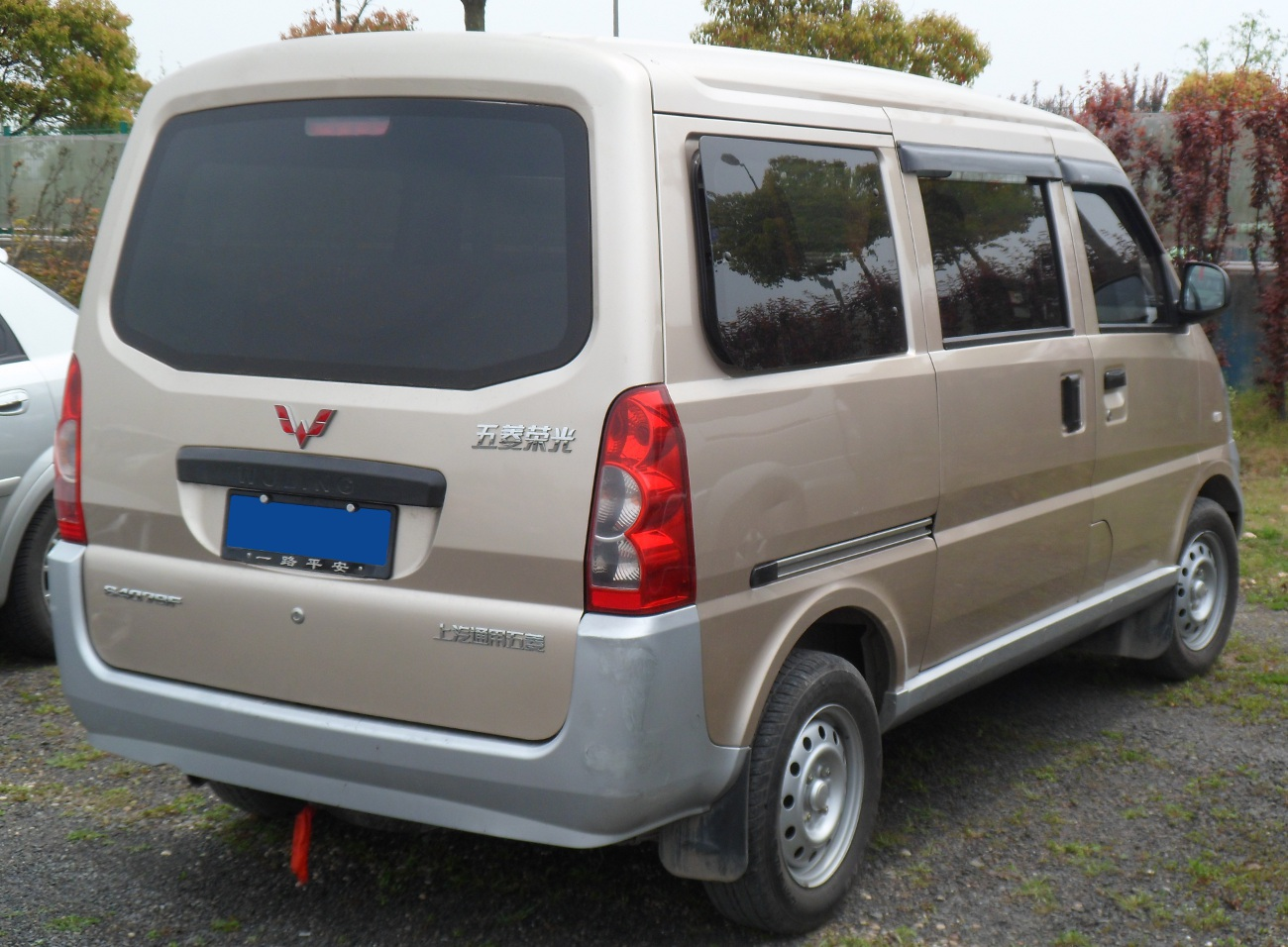
Рестайлинг задней части

### Wuling Rongguang Extended Version
Wuling Rongguang Extended является удлинённой версией Wuling Rongguang с колёсной базой, увеличенной до 3050—4490 мм, длиной 4490 мм, шириной 1615 мм и высотой 1900 мм.

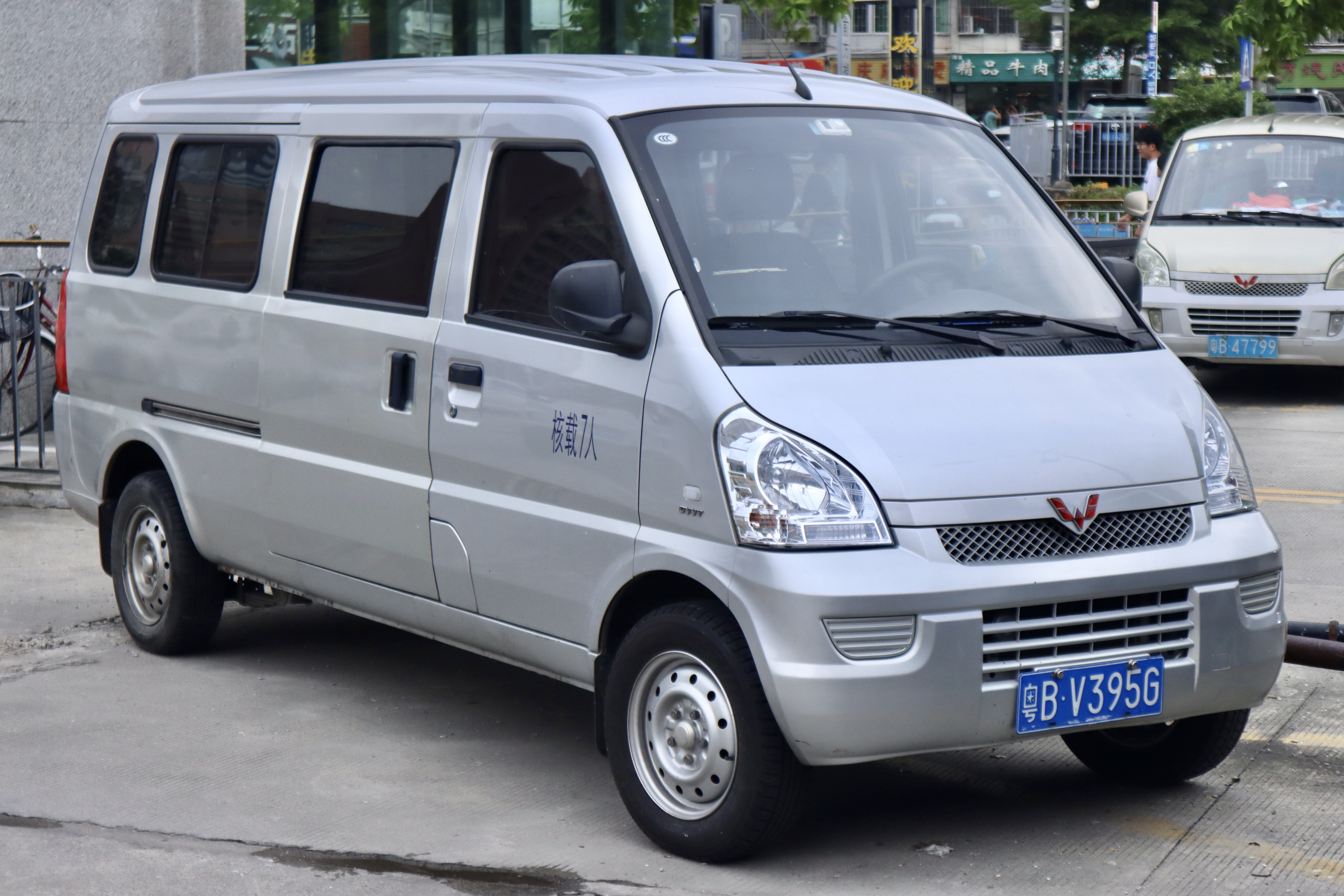
Вид спереди
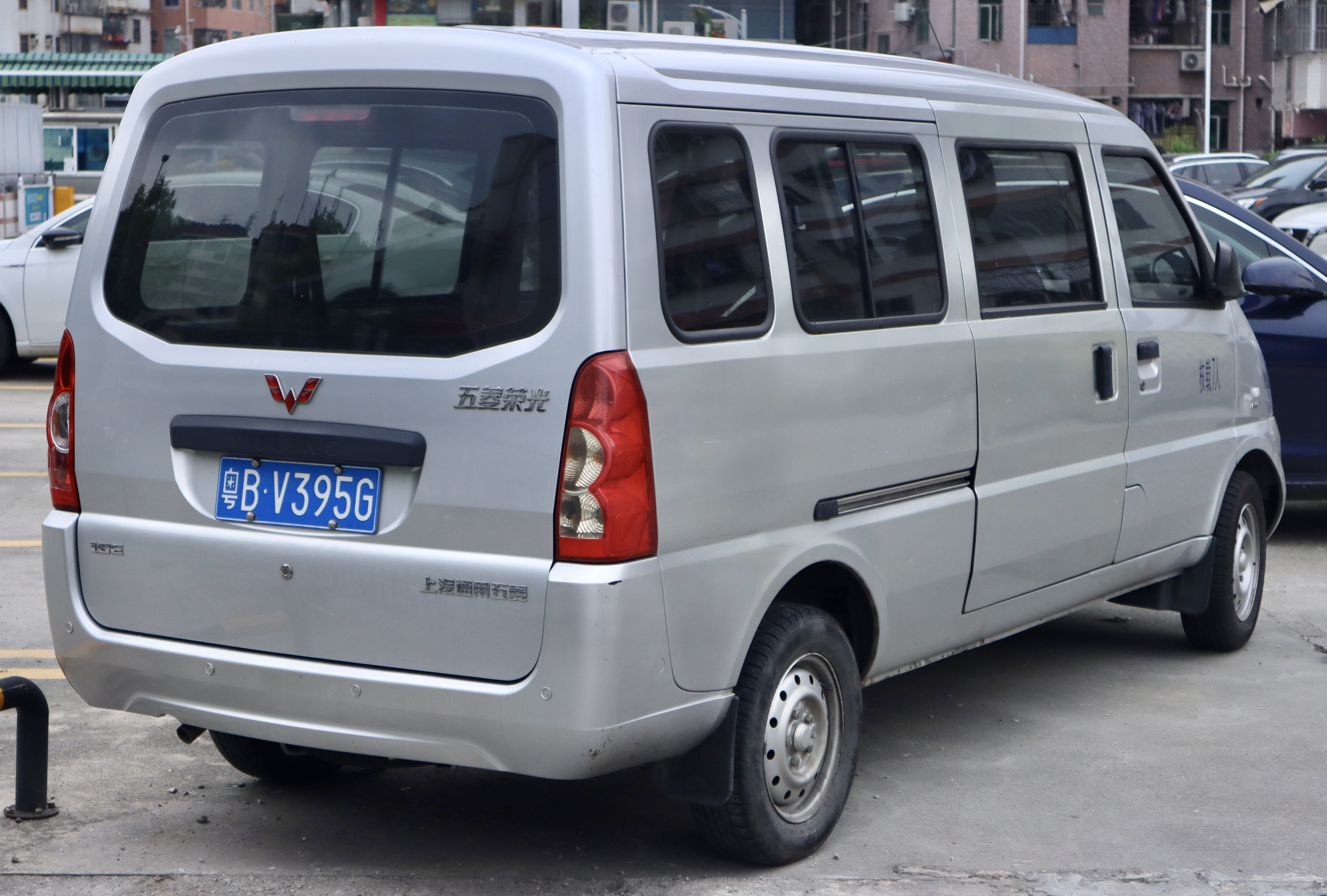
Вид сзади

### Wuling Rongguang с одинарной и двойной кабинами
Wuling Rongguang с одинарной и двойной кабинами являются пикапами на базе Wuling Rongguang. В июле 2018 года автомобили прошли рестайлинг. Оснащаются 1,5-литровым или же 1,8-литровым двигателями. Их цены варьируются от 45800 до 52800 юаней.

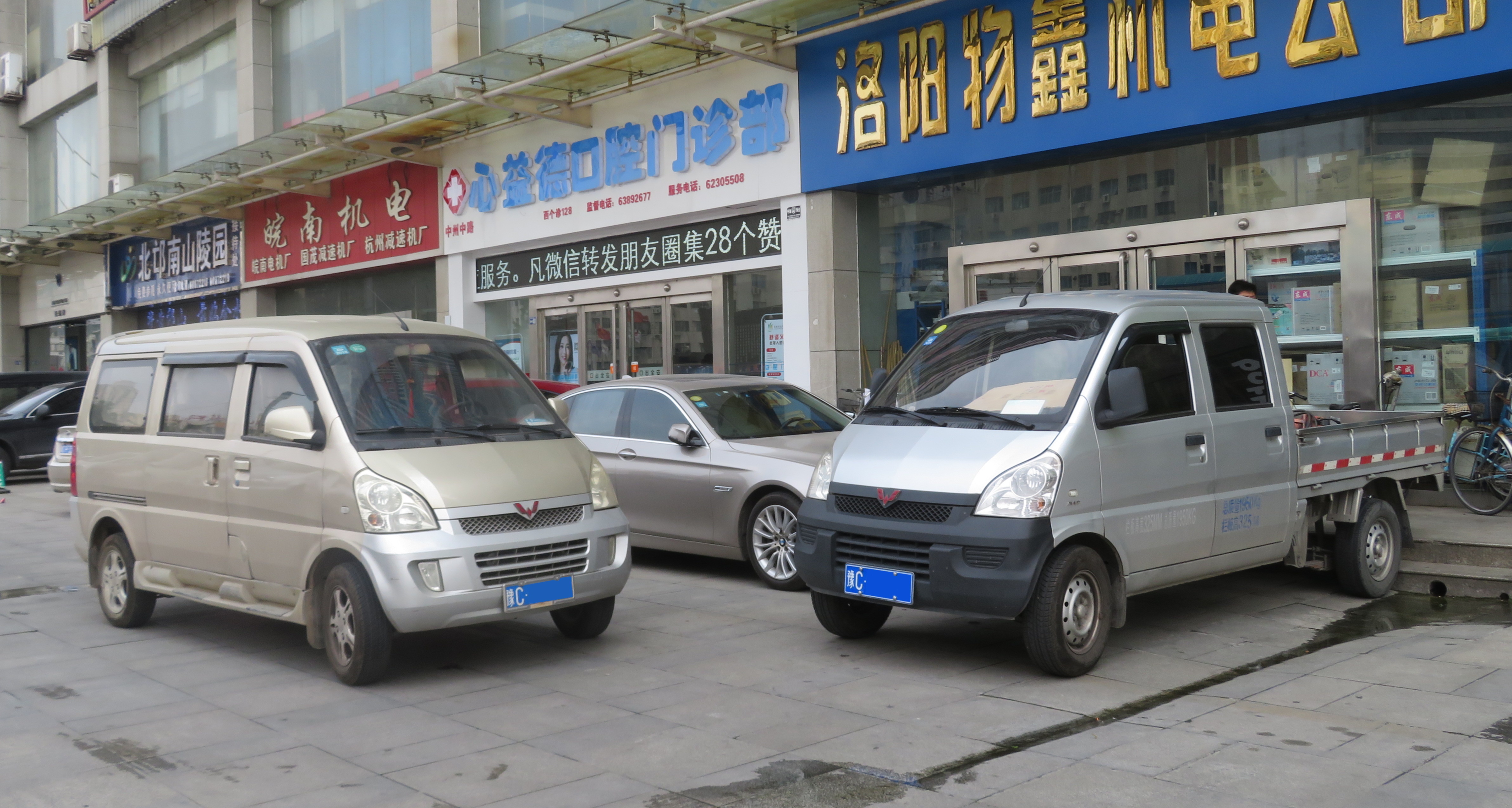
Wuling Rongguang с одинарной и двойной кабинами

## Wuling EV50 и Wuling Dianka
Wuling EV50 является грузовым электромобилем на базе Wuling Rongguang. Он оснащается электродвигателем мощностью 60 кВт и аккумулятором ёмкостью 43,2—135,91 кВт·ч. Запас хода составляет 245—308 км, а грузоподъёмность 308—332 кг. Пробег 2 миллиона км. Цена составляет 108000 юаней.

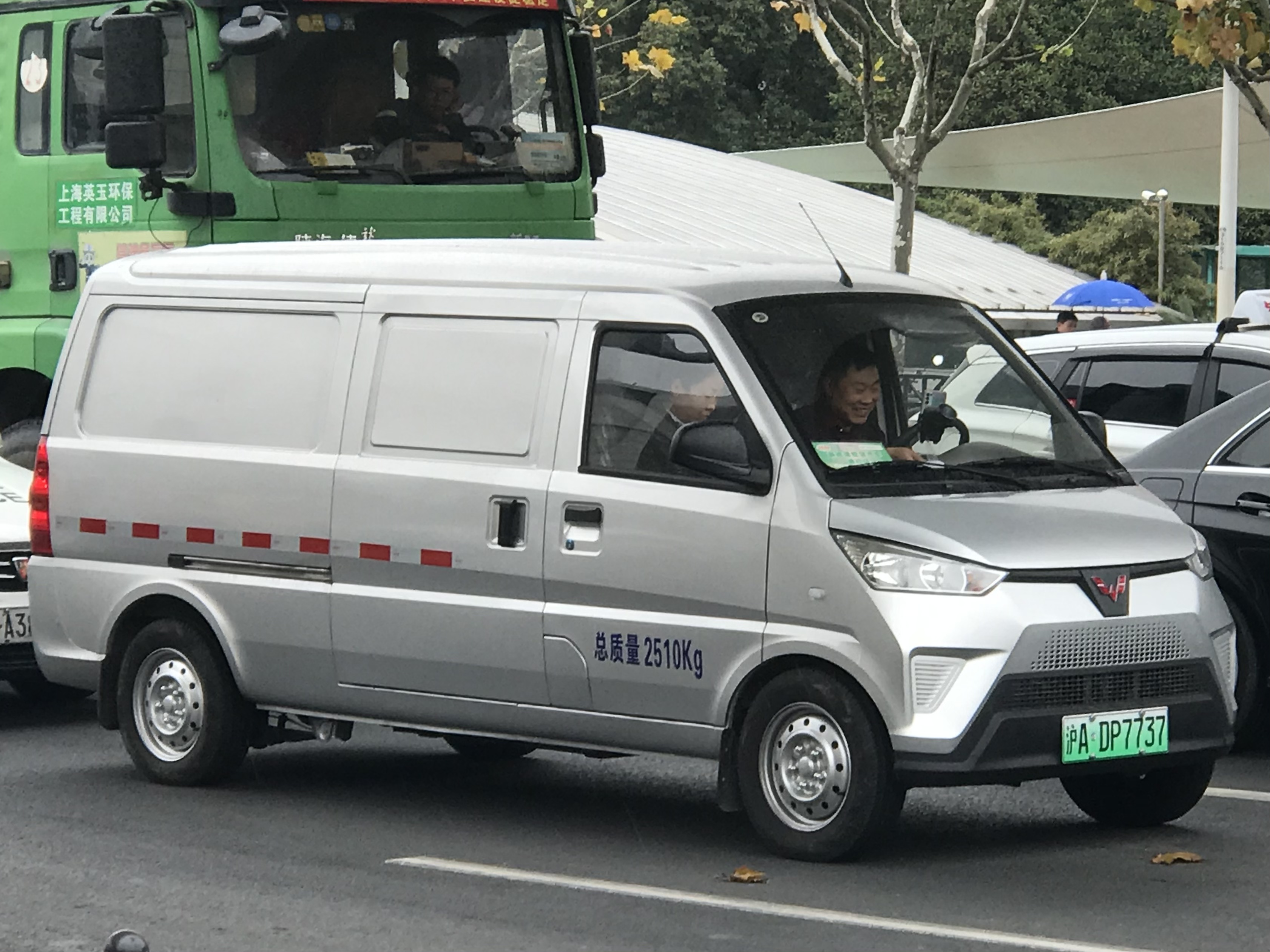
Вид спереди
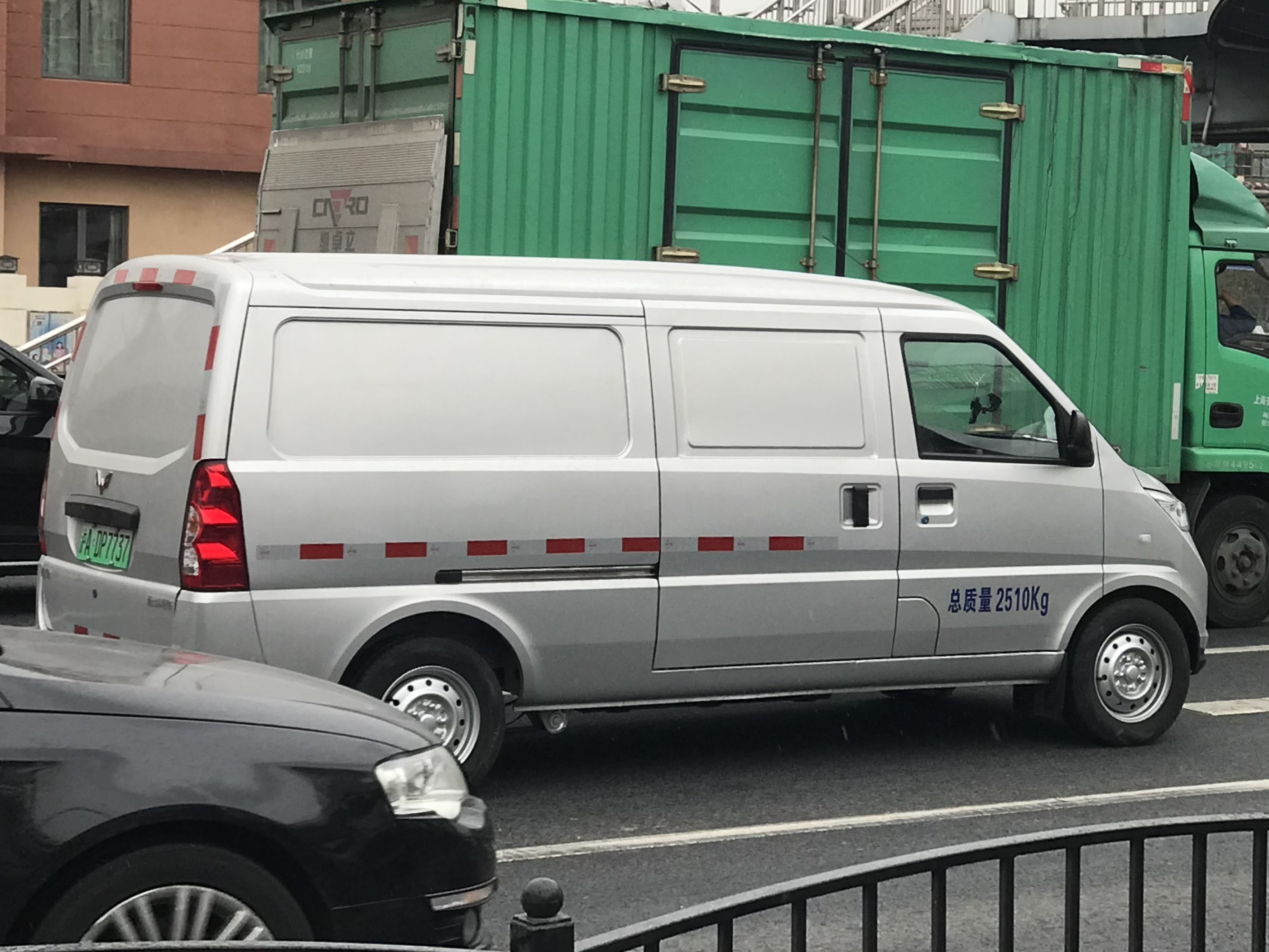
Вид сзади

Также существует шасси Wuling Dianka с электродвигателем мощностью 82 л. с. и запасом хода 255—300 км.

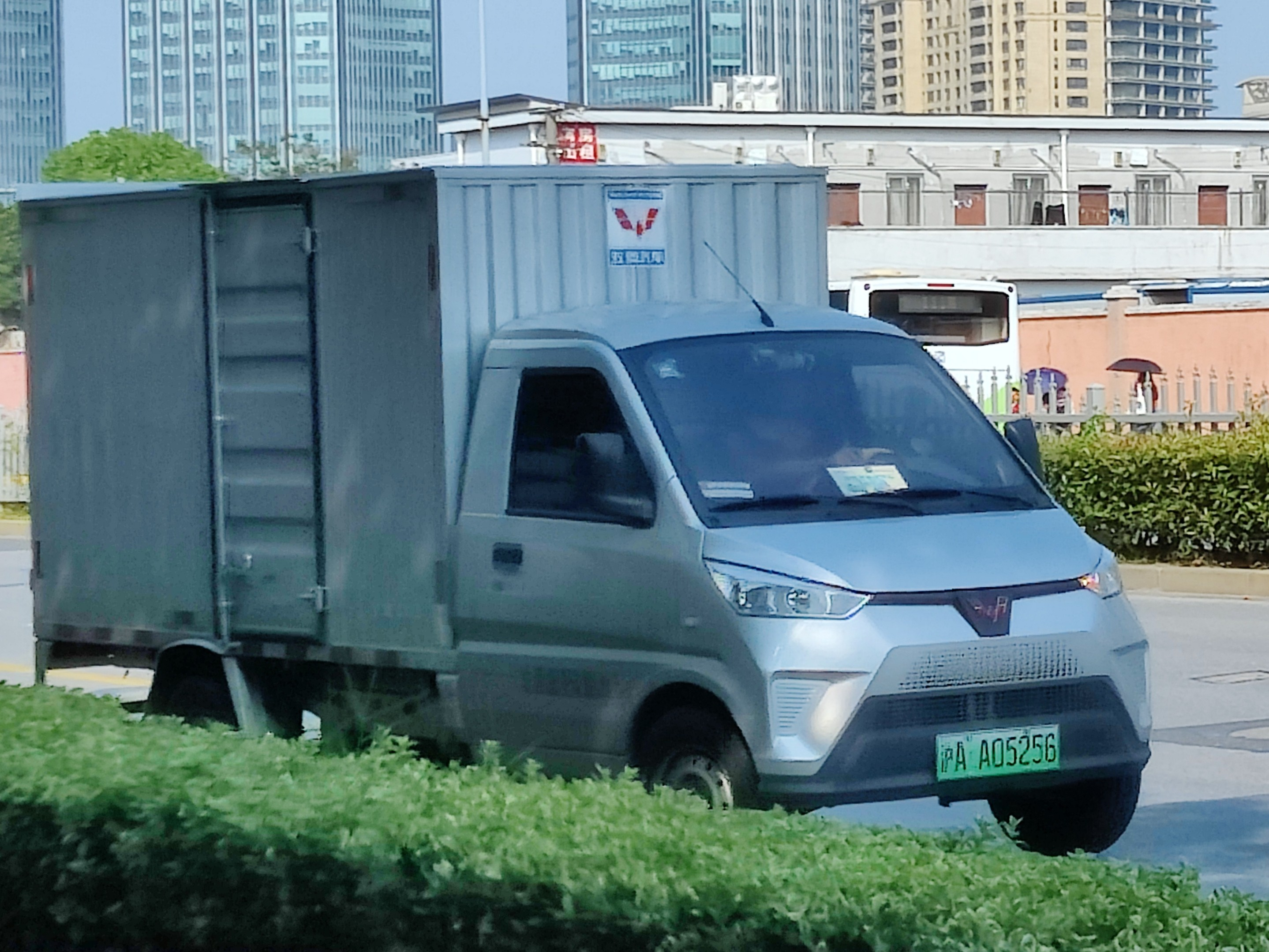
Wuling Dianka
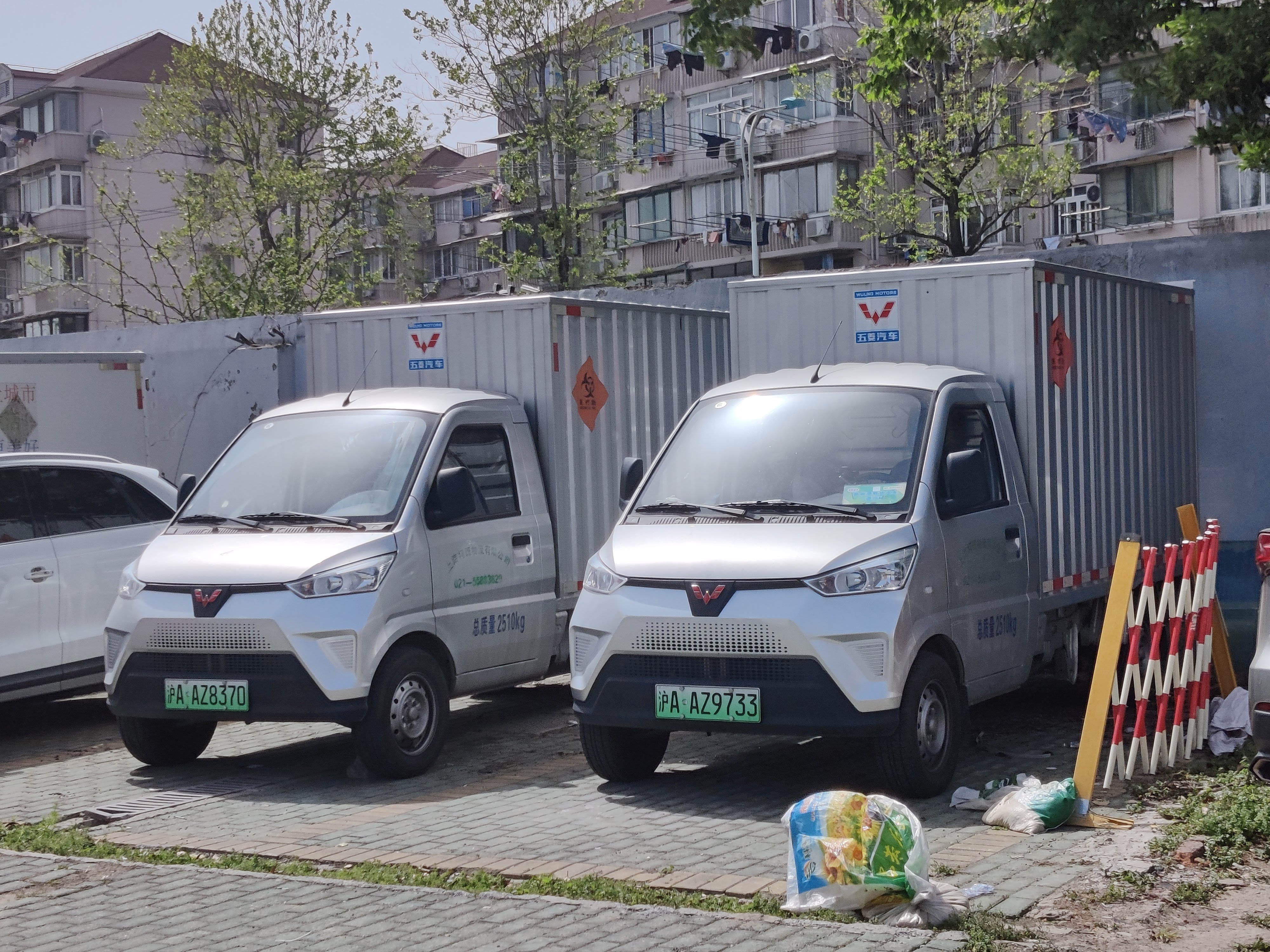
Wuling Dianka

### BYD V3
BYD V3 является ребеджинговым вариантом Wuling EV50, выпускаемым компанией BYD. Ёмкость аккумулятора составляет 47,52 кВт·ч, а запас хода — 330 км. Быстрая зарядка происходит за 1,2 часа. Автомобиль приводится в движение синхронным двигателем мощностью 75 кВт и крутящим моментом 220 Н·м.

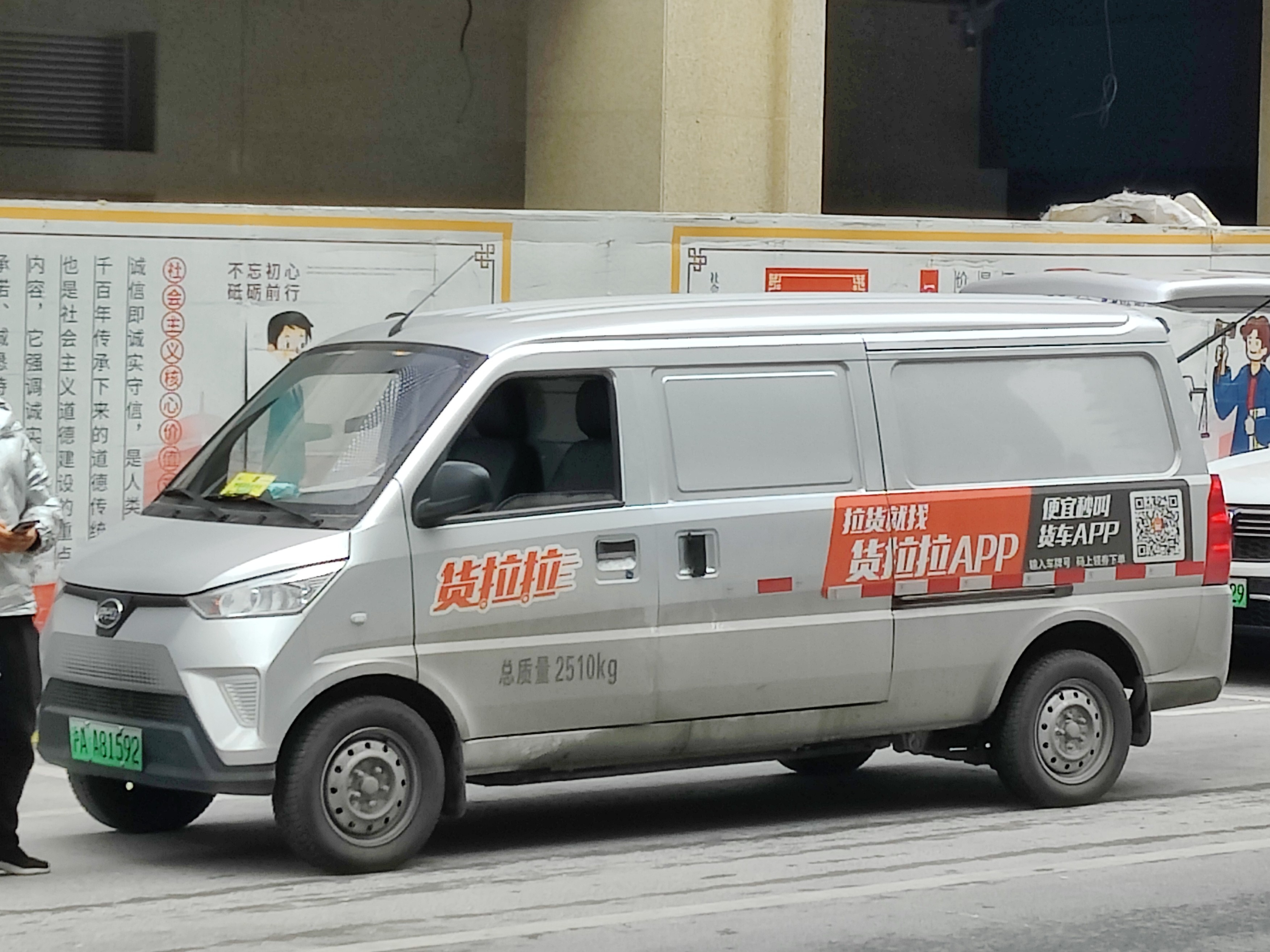
BYD V3

### BAW Xiaohema
BAW Xiaohema (BAW5030XXY6Z541BEV) является вторым ребеджинговым вариантом Wuling EV50, производимым в Хэбэе. Максимальная скорость 90 км/ч.

## Wuling Rongguang S
Wuling Rongguang S является модернизированной версией Wuling Rongguang. Его длина составляет 4135 мм, ширина — 1660 мм, а высота — 1870 мм.

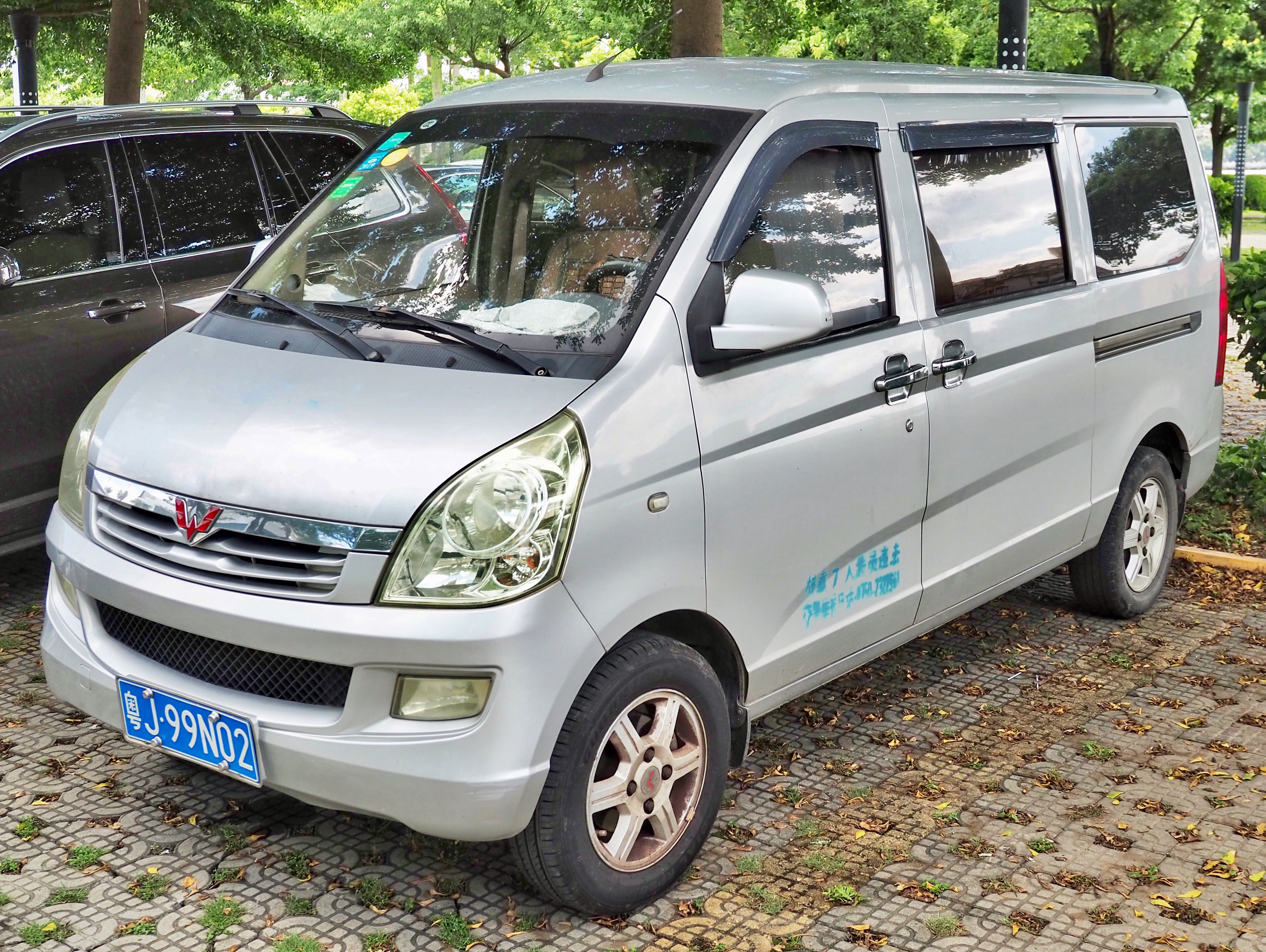
Rongguang S
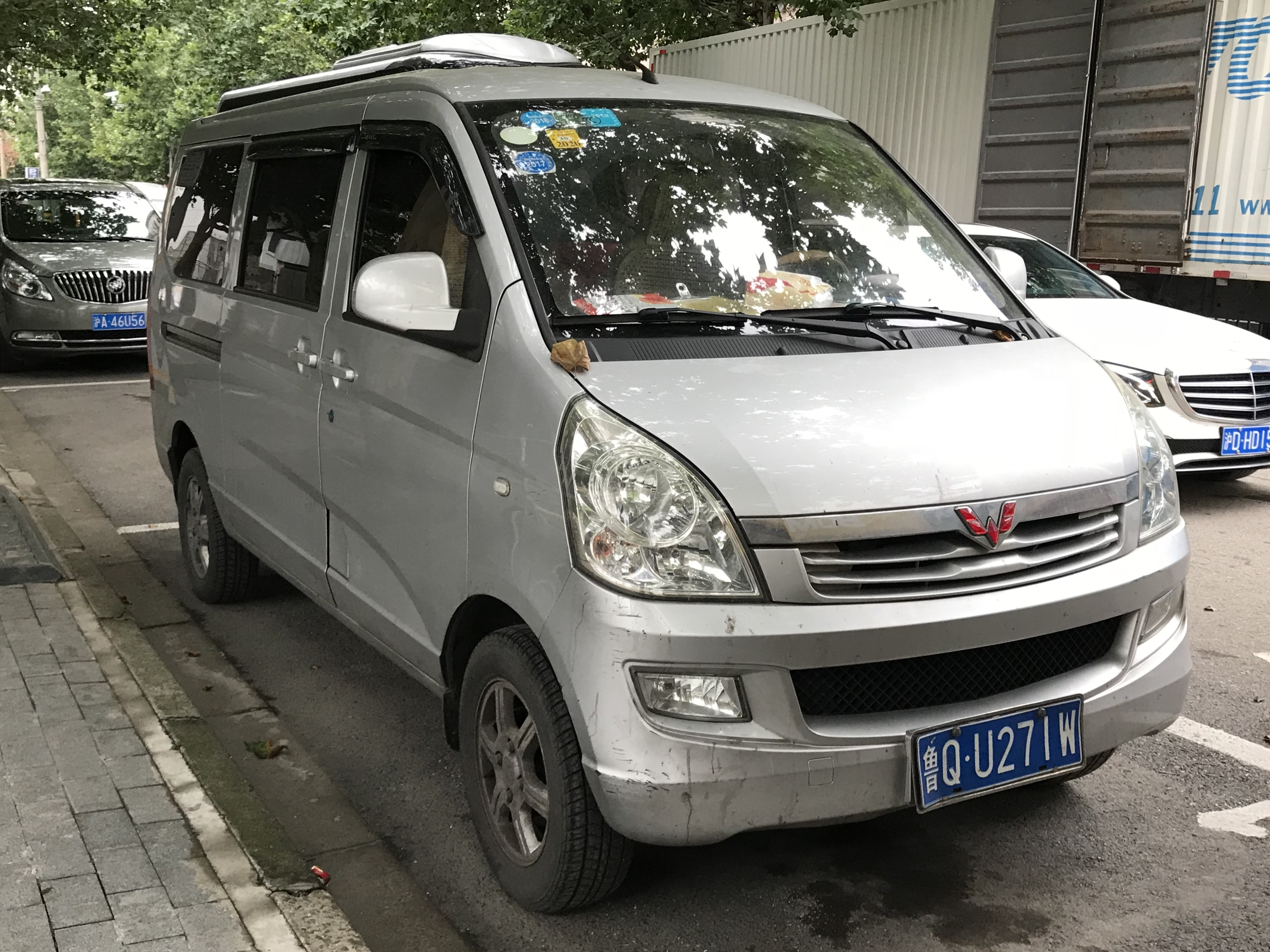
Rongguang S
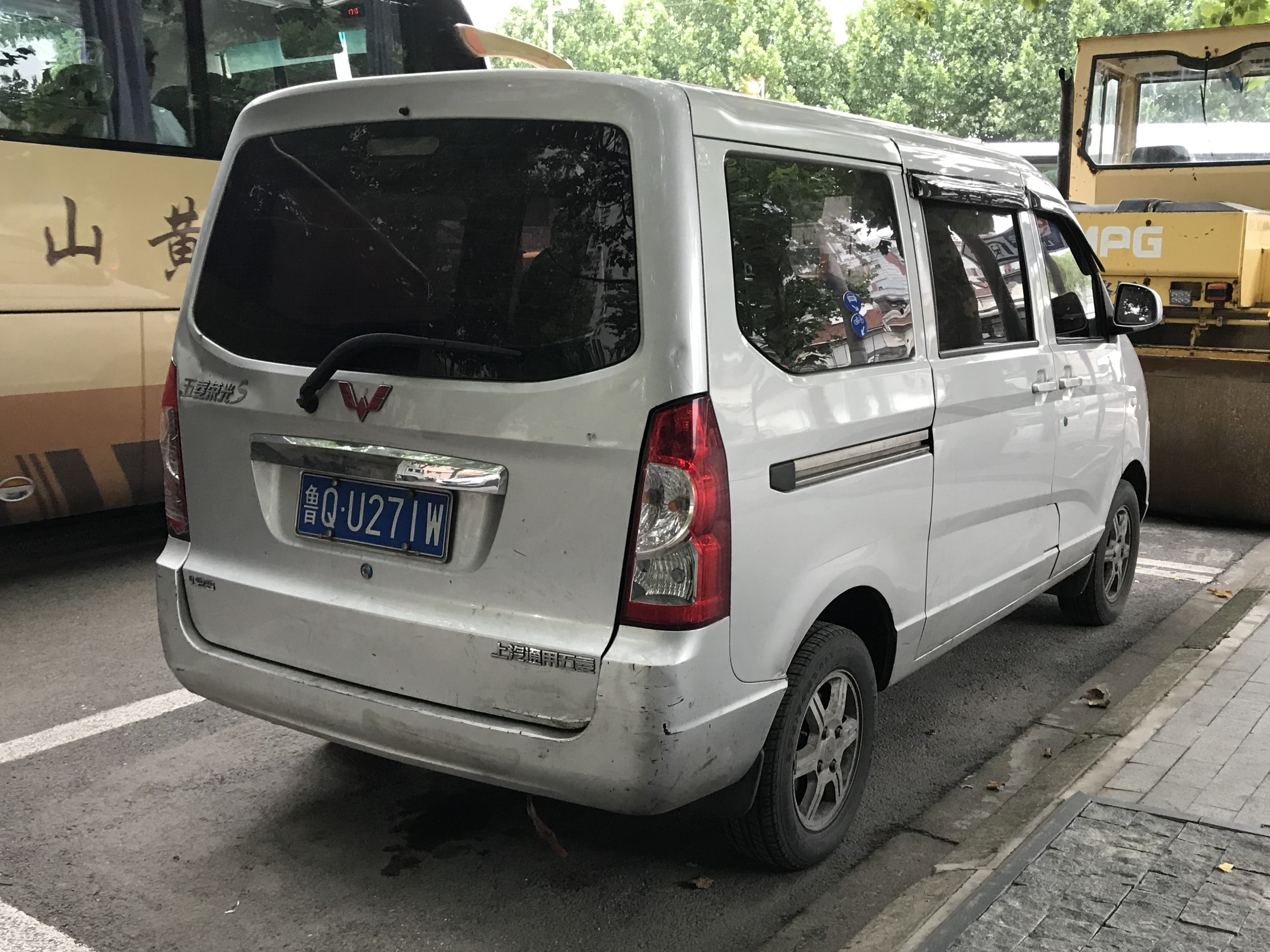
Rongguang S

## Wuling Rongguang V
Wuling Rongguang V является компактвэном со сдвижными дверями (вместо распашных) и ребеджингом Wuling Hongguang V.

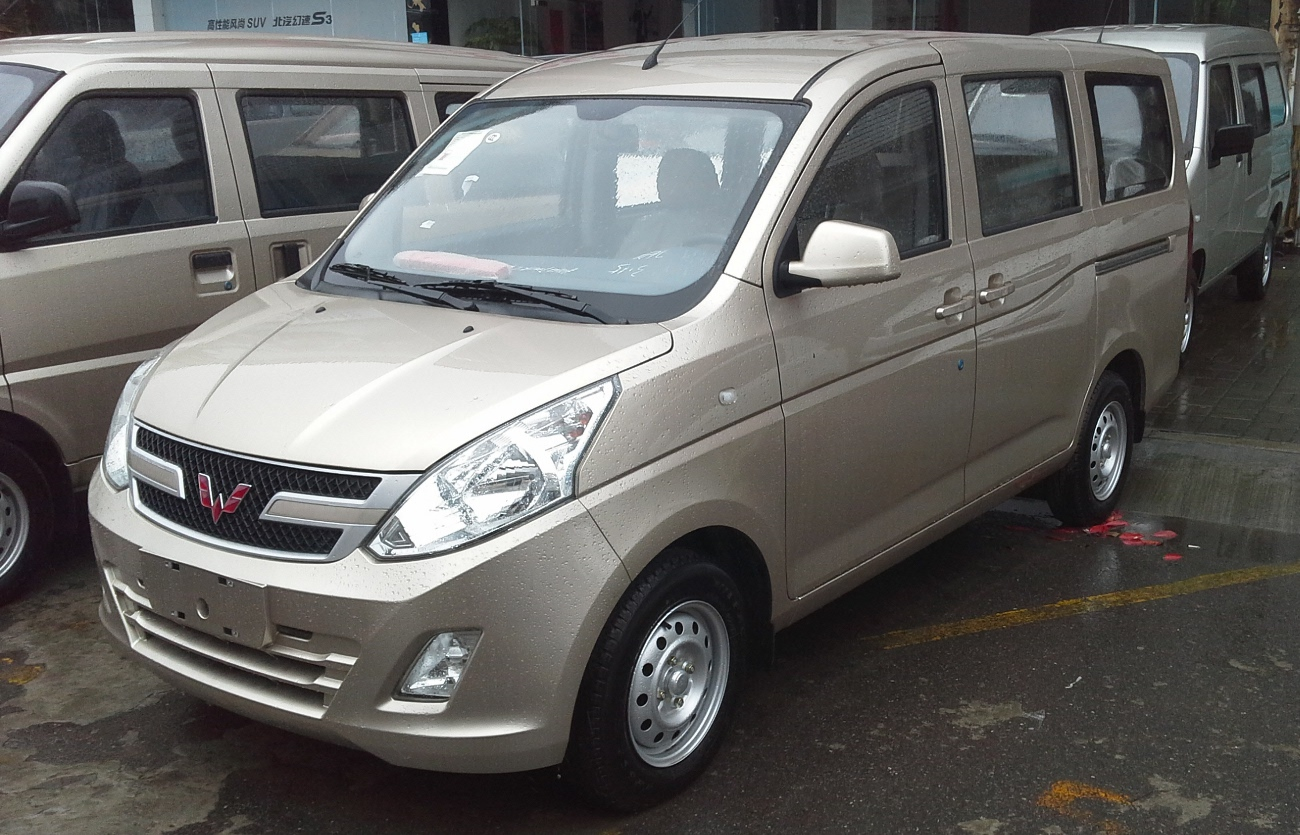
Wuling Hongguang V

## Chevrolet N300/Move
Chevrolet N300 является ребеджинговым вариантом Wuling Rongguang, продающимся на рынках Эквадора и других стран по всему миру, за исключением Африки. Партнёрство формируется в рамках совместного предприятия SAIC-GM-Wuling. Chevrolet N300 позиционировался в иерархии выше Chevrolet N200 на некоторых других рынках. По словам вице-президента GM Марка Барнса, Chevrolet N300 считаются надёжными автомобилями для эксплуатации по всем видам дорог.

В Египте, в городе им. 6 Октября, выпускается Chevrolet Move. Сборка началась в 3 квартале 2012 года. В 2022 году автомобиль заменил Chevrolet N200 на египетском рынке.

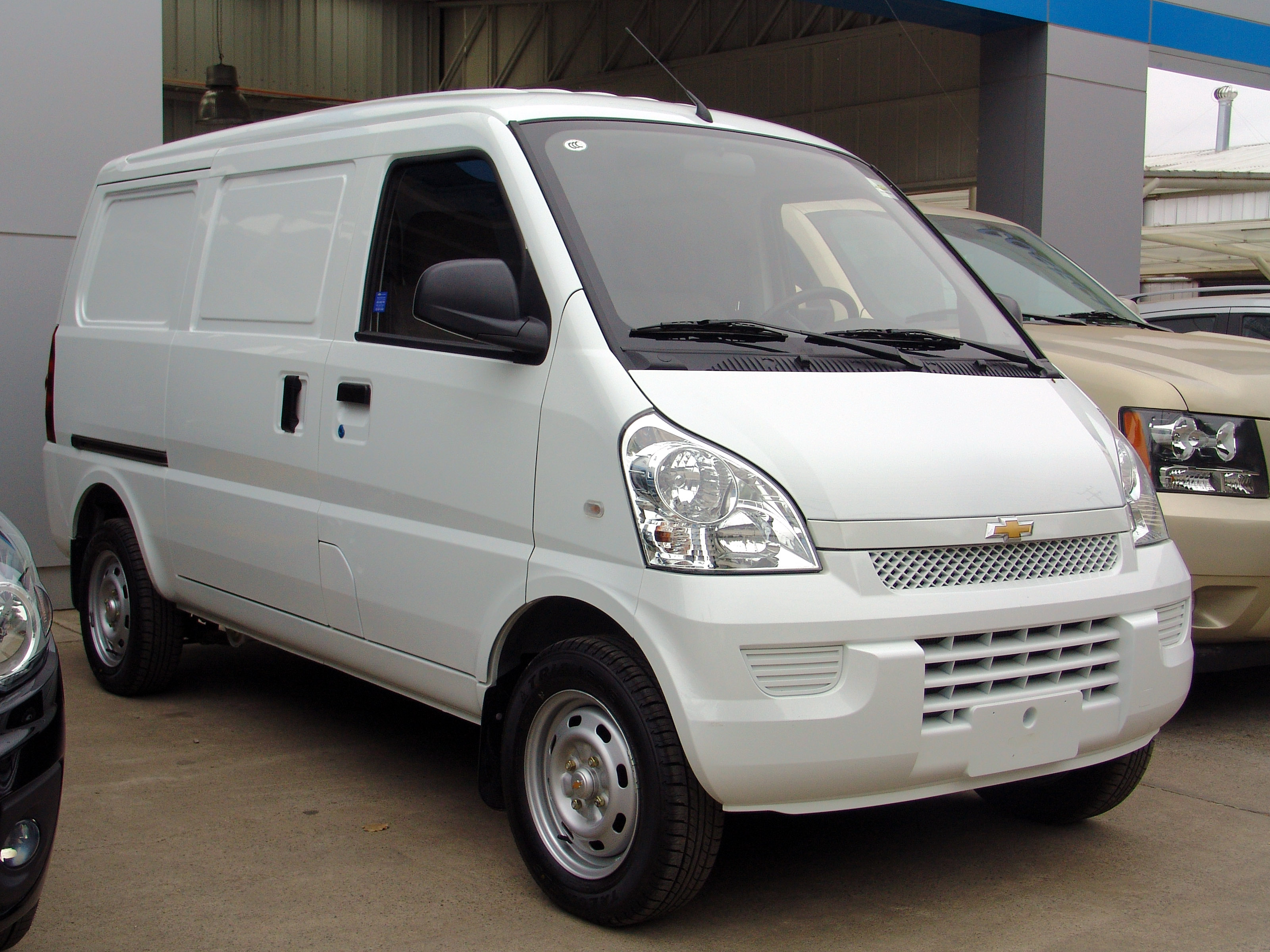
Chevrolet N300

### Безопасность
Вероятность безопасности взрослого пассажира 0 звёзд, ребёнка — 1 звезда. Краш-тест NCAP проходил в 2017 году.